# TRAPPC5
TRAPPC5 (англ. Trafficking protein particle complex 5) – білок, який кодується однойменним геном, розташованим у людей на короткому плечі 19-ї хромосоми. Довжина поліпептидного ланцюга білка становить 188 амінокислот, а молекулярна маса — 20 783.
| 10         |  | 20         |  | 30         |  | 40         |  | 50         |
| ---------- |  | ---------- |  | ---------- |  | ---------- |  | ---------- |
| MEARFTRGKS |  | ALLERALARP |  | RTEVSLSAFA |  | LLFSELVQHC |  | QSRVFSVAEL |
| QSRLAALGRQ |  | VGARVLDALV |  | AREKGARRET |  | KVLGALLFVK |  | GAVWKALFGK |
| EADKLEQAND |  | DARTFYIIER |  | EPLINTYISV |  | PKENSTLNCA |  | SFTAGIVEAV |
| LTHSGFPAKV |  | TAHWHKGTTL |  | MIKFEEAVIA |  | RDRALEGR   |  |            |

A: Аланін

C: Цистеїн

D: Аспарагінова кислота

E: Глутамінова кислота

F: Фенілаланін

G: Гліцин

H: Гістидин

I: Ізолейцин

K: Лізин

L: Лейцин

M: Метіонін

N: Аспарагін

P: Пролін

Q: Глутамін

R: Аргінін

S: Серин

T: Треонін

V: Валін

W: Триптофан

Кодований геном білок за функцією належить до фосфопротеїнів. 
Задіяний у таких біологічних процесах, як транспорт, транспорт між ендоплазматичним ретикулумом і апаратом Гольджі. 
Локалізований у ендоплазматичному ретикулумі, апараті гольджі.